# Истанбул Джевахир
Истанбулският търговски и развлекателен център Джевахир (на турски: İstanbul Cevahir Alışveriş Merkezi), известен още като Културен и търговски център Шишли (Şişli Kültür ve Ticaret Merkezi), е модерен търговски център, разположен на Бююкдере (булевард) в район Шишли в Истанбул, Турция. Открит на 15 октомври 2005 г., Истанбул Джевахир е най-големият търговски център в Европа по отношение на брутна отдаваема площ между 2005 г. и 2011 г. и е един от най-големите в света.

## Структурни спецификации
Истанбул Джевахир е построен върху парцел от 62 475 m2 на цена от над 4 милиарда турски лири. Има обща застроена площ от 420 000 m2 и брутна отдаваема площ от 110 000 m2 за магазини и ресторанти. Шестте търговски етажа на търговския център съдържат 343 магазина (някои от които са първите в Турция, които продават определени международни марки); 34 ресторанта за бързо хранене и 14 ексклузивни ресторанта.
Другите съоръжения включват; голяма сцена за представления и други събития, 12 кина (включително частен театър и кино за деца), зала за боулинг, малко влакче в увеселителен парк и няколко други развлекателни съоръжения.
Стъкленият покрив на сградата с площ от 2500 m2 носи втория по големина часовник в света с цифри от три метра.
Паркингът е с площ от 71 000 m2 и капацитет от 2500 автомобила, разположени на четири етажа.

## Галерия
- Екстериор на мол Джевахир
- Екстериор на мол Джевахир
- Интериор на мол Джевахир
- Интериор на мол Джевахир
- Плейграунд на мол Джевахир

|  | Тази страница частично или изцяло представлява превод на страницата Istanbul Cevahir в Уикипедия на английски. Оригиналният текст, както и този превод, са защитени от Лиценза „Криейтив Комънс – Признание – Споделяне на споделеното“, а за съдържание, създадено преди юни 2009 година – от Лиценза за свободна документация на ГНУ. Прегледайте историята на редакциите на оригиналната страница, както и на преводната страница, за да видите списъка на съавторите. ВАЖНО: Този шаблон се отнася единствено до авторските права върху съдържанието на статията. Добавянето му не отменя изискването да се посочват конкретни източници на твърденията, които да бъдат благонадеждни. |